# Johan Mårtensson (1715–1782)
Johan Mårtensson, född 15 april 1715 i Norrköping, Östergötlands län, död 24 mars 1782 i Flisby församling, Jönköpings län, var en svensk präst i Flisby församling.

## Biografi
Johan Mårtensson föddes 15 april 1715 i Norrköping. Han var son till rådmannen därstädes. Mårtensson blev 1733 student vid Uppsala universitet och avlade magisterexamen  vid universitetet 1743. Mårtensson prästvigdes 1746 och blev 1747 pastorsadjunkt vid Sankt Nikolai församling i Stockholm. År 1755 blev han kyrkoherde vid Flisby församling. Han var opponent vid prästmötet 1759 och blev 1770 kontraktsprost vid Södra Vedbo kontrakt.  Mårtensson avled 24 mars 1782 i Flisby församling.

### Familj
Mårtensson gifte sig 1755 med Catharina Koch. Hon var dotter till tapetfabrikören i Stockholm.